# 海泊河公园站
海泊河公园站是青岛地铁4号线的地铁车站，位于中华人民共和国山东省青岛市市北区内蒙古路与沈阳路交叉口西侧，于2022年12月26日开通。

## 车站结构
海泊河公园站位于内蒙古路与沈阳路交叉口西侧，沿内蒙古路设置，呈东西走向，为地下两层岛式站台车站，车站长200米，标准段宽20.9米，车站地下一层为站厅层，地下二层为站台层，站台设置全高站台门。
| 地面              | 出入口 | A、B出入口 |
| 地下一层          | 站厅   | 客服中心、自动售票机、验票机                                                                                        |
| 地下二层          | 站台   | \| \| \| 4号线往人民会堂（昌乐路） \| \| 島式 · 開左邊车门 \| \| \| \| \| \| 4号线往大河东（海泊桥（海慈医疗）） \| |
|                   |        | 4号线往人民会堂（昌乐路）                                                                                           |
| 島式 · 開左邊车门 |        | |
|                   |        | 4号线往大河东（海泊桥（海慈医疗））                                                                                 |

## 出入口
海泊河公园站共设2个出入口，各出口及周围设施如下所示：
| 编号                | 指示                     | 建议前往的目的地                                                           | 图片 |
| ------------------- | ------------------------ | -------------------------------------------------------------------------- | ---- |
| A · 出口 · （设有） | 内蒙古路(北)             |                                                                            |      |
| B · 出口            | 内蒙古路(南)，沈阳路(西) | 青岛市海泊河公园，青岛市市北区实验初级中学小学部，青岛市市北区实验初级中学 |      |
| 图例： 设有         |                          |                                                                            |      |

## 接驳交通

### 公交车
- 内蒙古路长春路：5路，15路，20路，21路，24路，221路，227路，303路，325路，366路，607路，608路，隧道3路
- 海泊河公园地铁站：427路

## 车站历史
本站工程名与公示名为内蒙古路站，正式站名为海泊河公园站，以车站附近的海泊河公园命名。
- 2021年1月10日，车站主体结构封顶[5]。
- 2022年12月26日，车站随4号线通车开通[1]。